# 기니피그아과
기니피그아과 또는 천축서아과(Caviinae)는 천축서과에 속하는 설치류 아과 분류군이다. 천축서(天竺鼠)는 기니피그를 뜻하는 한자어이다. 기니피그 등을 포함한다. 기니피그아과는 전통적으로 달리는 데 알맞은 다리를 갖도록 진화한 바위천축서류(Kerodon)와 함께 기니피그를 닮은 형태를 모두 포함했다. 분자생물학적 연구 결과는 이렇게 정의된 기니피그아과가 측계통군이고,  바위천축서류가 다른 기니피그류보다 마라와 카피바라류에 더 밀접한 관련을 갖고 있음이 제시하고 있다. 2005년 우즈(Woods)와 킬패트릭(Kilpatrick)은 바위천축서류와 카피바라류를 천축서과에 속하는 카피바라아과(Hydrochoerinae)에 포함시켰다. 이 연구는 산악천축서속(Microcavia)과 기니피그속(Cavia)이 노랑이빨천축서속(Galea)보다 서로 좀더 밀접한 관계를 갖고 있다는 사실도 시사하고 있다.

## 하위 속
- † Neoprocavia
- † Allocavia
- † Palaeocavia
- † Neocavia
- † Dolicavia
- † Macrocavia
- † Caviops
- † Pascualia
- 기니피그속 또는 천축서속 (Cavia)
- 갈레아속 또는 노랑이빨천축서속 (Galea)
- 산악천축서속 (Microcavia)

## 계통 분류
다음은 천축서과의 계통 분류이다.

|  | \| \| 기니피그속 \| \| \| \| \| \| 산악천축서속 \| \| \| \| |
|  |                                                             |
|  | 노랑이빨천축서속                                            |
|  |                                                             |
|  | 기니피그속                                                  |
|  |                                                             |
|  | 산악천축서속                                                |
|  |                                                             |

|  | 기니피그속   |
|  |              |
|  | 산악천축서속 |
|  |              |

| 카피바라아과 | \| \| 카피바라속 \| \| \| \| \| \| 바위천축서속 \| \| \| \| |
|              | \| \| 카피바라속 \| \| \| \| \| \| 바위천축서속 \| \| \| \| |
| 마라아과     | 마라속                                                      |
|              | 마라속                                                      |
|              | 카피바라속                                                  |
|              |                                                             |
|              | 바위천축서속                                                |
|              |                                                             |

|  | 카피바라속   |
|  |              |
|  | 바위천축서속 |
|  |              |

|  | \| \| 기니피그속 \| \| \| \| \| \| 산악천축서속 \| \| \| \| |
|  |                                                             |
|  | 노랑이빨천축서속                                            |
|  |                                                             |
|  | 기니피그속                                                  |
|  |                                                             |
|  | 산악천축서속                                                |
|  |                                                             |

|  | 기니피그속   |
|  |              |
|  | 산악천축서속 |
|  |              |

| 카피바라아과 | \| \| 카피바라속 \| \| \| \| \| \| 바위천축서속 \| \| \| \| |
|              | \| \| 카피바라속 \| \| \| \| \| \| 바위천축서속 \| \| \| \| |
| 마라아과     | 마라속                                                      |
|              | 마라속                                                      |
|              | 카피바라속                                                  |
|              |                                                             |
|              | 바위천축서속                                                |
|              |                                                             |

|  | 카피바라속   |
|  |              |
|  | 바위천축서속 |
|  |              |